# Cazaux-Fréchet-Anéran-Camors
Cazaux-Fréchet-Anéran-Camors é uma comuna francesa na região administrativa de Occitânia, no departamento dos Altos Pirenéus. Estende-se por uma área de 12,35 km². Em 2010 a comuna tinha 55 habitantes (densidade: 4,5 hab./km²).